# Hans Lehmkuhl

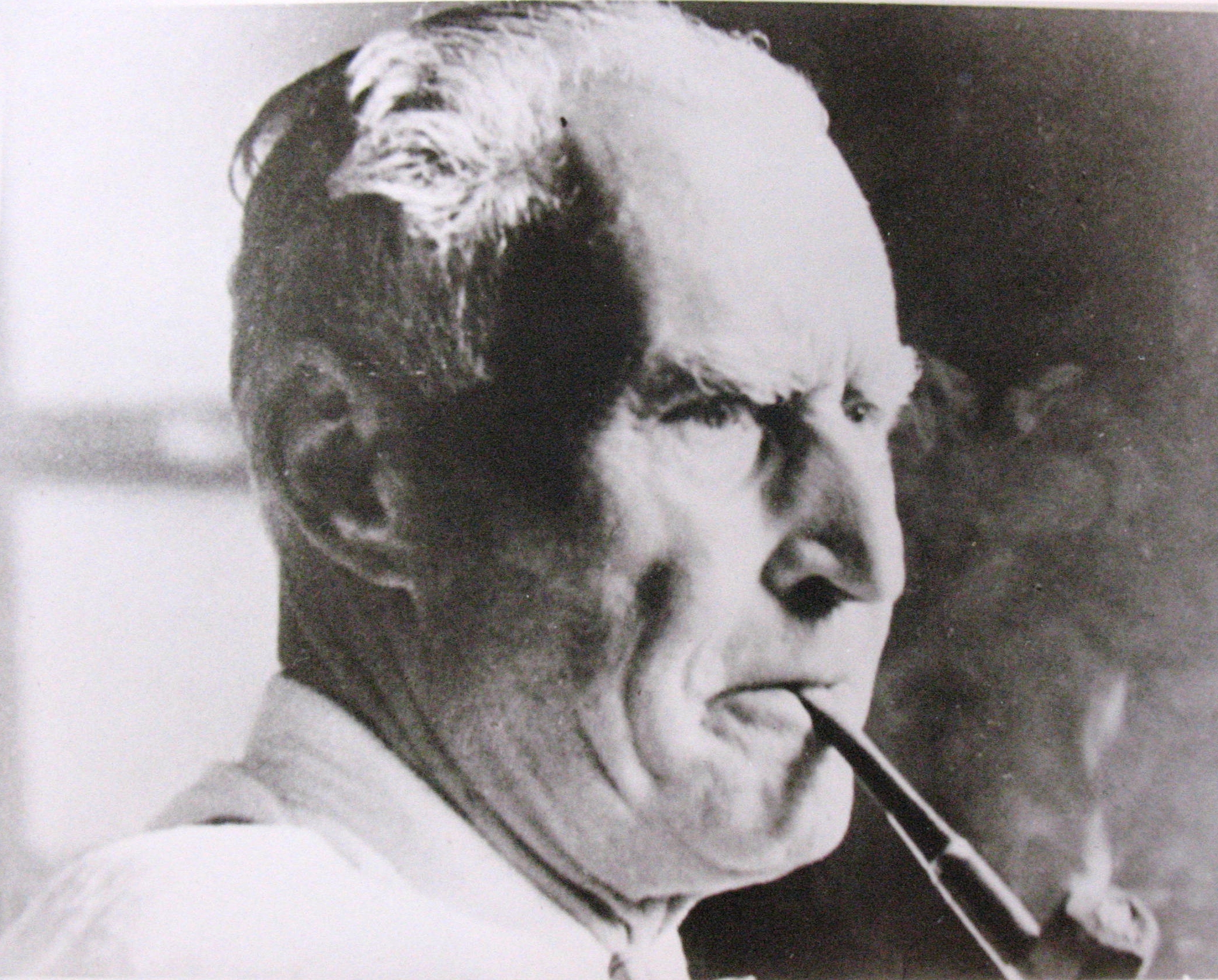
Porträtfoto des Bremer Malers Hans Lehmkuhl aus dem Jahre 1956.

Johannes (Hans) Ludwig Lehmkuhl (* 19. März 1883 in Bremen; † 24. Februar 1969 in Bremen) war ein deutscher Kunstmaler und Restaurator.

## Biografie

### 1883 bis 1918
Lehmkuhl wuchs in Bremen auf und übte nach seinem Schulabschluss zunächst eine neunjährige kaufmännische Tätigkeit aus. Bei dem Bremer Maler Karl Windels erhielt er erstmals Malunterricht. 1908 zog er nach München und lernte zwei Monate in der Privatschule von Walter Thor. Danach erhielt er privaten Malunterricht bei Julius Exter. Zur gleichen Zeit wurde er als Tenor im Chor der Münchener Hofoper verpflichtet und reiste auf Tournee nach Spanien und Portugal.
Von 1910 bis 1914 absolvierte Lehmkuhl ein Malstudium an der Akademie der bildenden Künste München bei Carl Johann Becker-Gundahl, Hermann Groeber, Hugo von Habermann, Ludwig von Herterich, Angelo Jank und Max Doerner. Er reiste mit Julius Exter nach Feldwies, Chiemsee, um Freilicht-Akt und Landschaften zu malen.
Während des Ersten Weltkrieges diente er als Leutnant im 9. bayrischen Feld-Artillerie Regiment Landsberg und wurde 1914 in Frankreich stationiert. 1916 wurde er als Oberleutnant Chef der Batterie von Kaiser Wilhelm II. mit dem Eisernen Kreuz I ausgezeichnet.

### 1919 bis 1938
Schwere Kriegsverletzungen Lehmkuhls hatten einen eineinhalbjährigen Lazarettaufenthalt in München zur Folge. 1920 nahm er seine Studien an der Akademie der bildenden Künste in München wieder auf. Dort wurde er zweiter Vorsitzender des Akademiker-Ausschusses. Bis 1922 malte er in München zahlreiche Bilder von Offizieren, u. a. Leutnant Philipp Bouhler, einen späteren Reichsleiter.

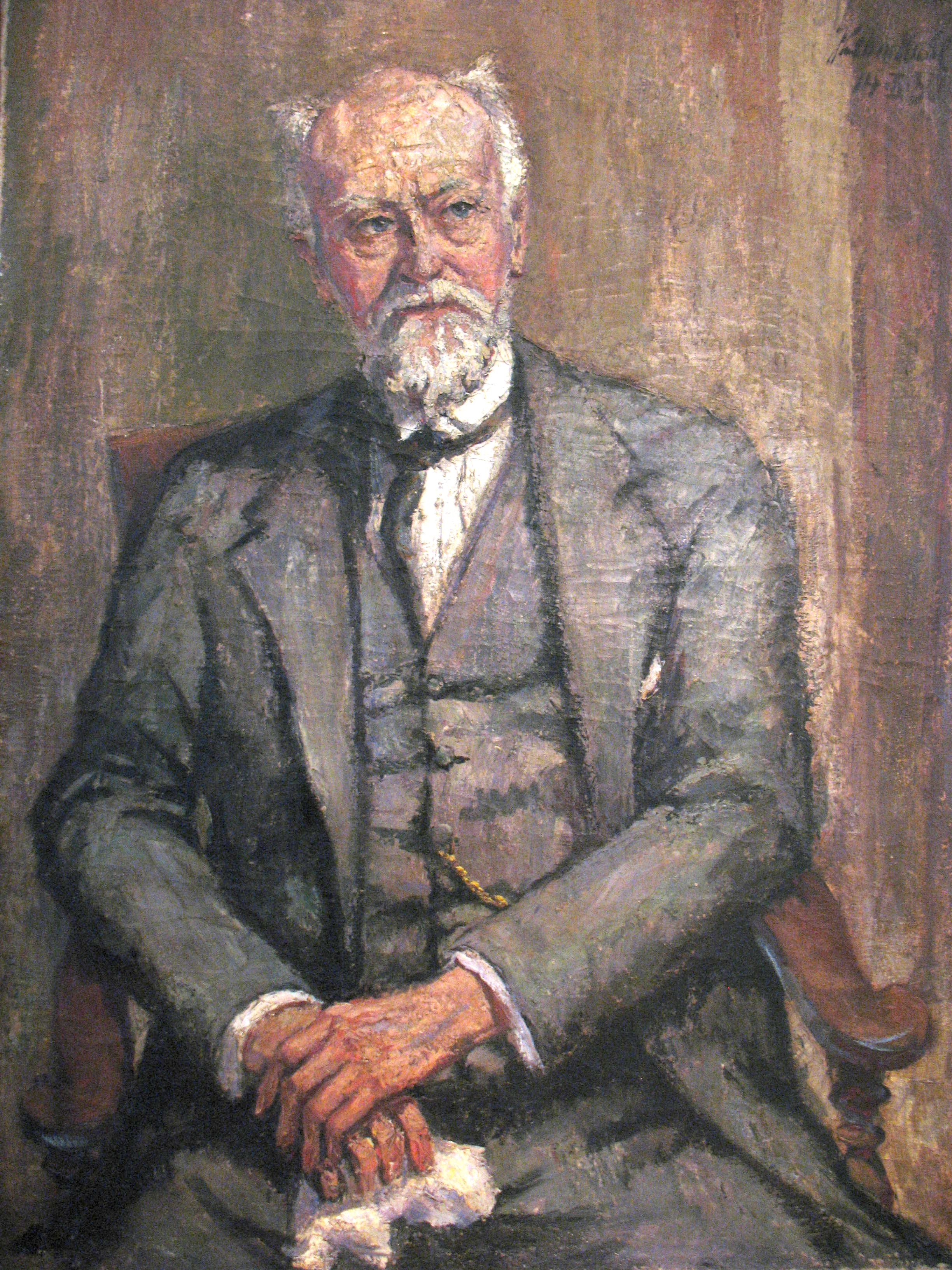
Hans Lehmkuhl: Ludwig Quidde, 1930 München

1923 übersiedelte er zurück nach Bremen und trat in den Künstlerbund Bremen ein, wo er zweiter Vorsitzender wurde. Lehmkuhl stellte dort aus und leitete Künstlerfeste.

1927 zog Lehmkuhl in die Nassauische Straße 53 in Berlin-Wilmersdorf, denn Berlin sei „die günstigere Kunstcentrale“. Von 1930 bis 1940 war er zweiter Vorsitzender des Verbandes Wilmersdorfer Künstler. 1930 malte er u. a. Ludwig Quidde, den Friedensnobelpreisträger von 1927, dessen Bild heute im Focke-Museum Bremen hängt. 1932 erhielt Lehmkuhl als letzter Maler die Erlaubnis, den damaligen Reichspräsidenten Paul von Hindenburg zu porträtieren. 1933 malte er sämtliche Stadträte von Wilmersdorf.
Durch Hauptmann Wolfgang Fürstner, Kommandant des Olympischen Dorfes, erhielt er 1935 als einziger Maler die Erlaubnis, im Olympischen Dorf in Elstal bei Berlin Bilder und Ansichten zu malen. Von April bis Juli malte er dort ca. 30 Bilder, die später an die Sportler verkauft werden sollten.
Lehmkuhl war Mitglied der SA und 1935 trat er der Ausstellungsgemeinschaft Frontkämpferbund bildender Künstler bei. 
Ab 1936 betätigte er sich vorübergehend wieder kaufmännisch, allerdings ohne pekuniären Erfolg, weswegen die Anstellung nur von kurzer Dauer war. In dieser Zeit entstanden viele Porträtbilder, Landschaften und Stillleben. Darüber hinaus erhielt er Aufträge für Restaurierungsarbeiten. Durch Oberbaurat Dölle erhielt er 1936 den Auftrag der Heeresverwaltung, ein vier Meter großes Bild von Adolf Hitler zu malen, ebenso wie ein Werner-von-Blomberg-Bild für den kleinen Saal des Generalkommando-Gebäudes Berlin. Im Dezember bekam Lehmkuhl den Auftrag vom Wehrkreiskommando 3, ein Hindenburg-Porträt für die Repräsentationsräume des Generals Wilhelm Adam zu malen. Im gleichen Jahr wurde er von der Reichskunstkammer als Restaurator zugelassen.

### 1939 bis 1945
Neben weiteren Ausstellungen war Lehmkuhl 1939 und 1940 mit fünf Gemälden auf der Großen Deutschen Kunstausstellung in München vertreten, von denen der Nazi-Führer Martin Bormann 1940 Deutscher Ernstsegen 1939 für 3 500 RM erwarb. Auf der Frühjahrsausstellung des Frontkämpferbunds Bildender Künstler 1940 in Berlin zeigte er das Gemälde HJ-Trommler, und 1942 beteiligte er sich in Dresden mit dem Bild einer Sportreiterin an der Kunstausstellung der SA.
Nach mehr als dreiwöchigen Verhandlungen mit dem Propagandaministerium und dem Oberkommando der Wehrmacht (OKW) malte Lehmkuhl im Winter 1940/1941 im Kriegsgefangenenlager Luckenwalde 50 große und kleine Studien. Des Weiteren entstanden fünf große Ansichten von wehrwirtschaftlichen Bauten in und um Berlin für die Organisation Todt, die in einer geschlossenen Schau in der Berliner Kunsthalle gezeigt wurden. Es folgte die Ernennung zum Titularprofessor „für sehr gute Leistungen in der Porträt-Malerei“.
1942 erhielt Lehmkuhl als einziger Künstler die Genehmigung, in den Gefangenenlagern Dreilinden und Großbeeren Bilder von Gefangenen zu malen, von denen 25 Studien im Zeughaus Berlin ausgestellt wurden. Anfang des Jahres 1943 malte er ein Porträt des Konteradmirals a. D. Hermann Lorey, des damaligen Direktors des Berliner Zeughauses.
1943 siedelte er mit seiner Ehefrau nach Millstatt am See über. Während dieser Zeit konnte Lehmkuhl seinen Lebensunterhalt durch Restaurierungsarbeiten, Aquarelle und Porträtaufträge – meist von englischen Offizieren – sichern.

### 1946 bis 1951
1946 erfolgte die Rückreise nach Bremen; da die Berliner Wohnung und das Atelier ausgebombt waren bezog er ein kleines Atelierhaus in der Mendestrasse 13a und bekam im Haus des Reichs ein beheiztes Atelier, wo er viele Amerikaner und Politiker porträtierte.
Durch Sergeant Wouralis bekam Lehmkuhl 1947 den Auftrag, die amerikanische Messehalle im Haus des Reichs mit amerikanischen Landschaftsbildern zu schmücken. Es entstanden zehn 4 × 2 m große Bilder. Später porträtierte Lehmkuhl General Lucius D. Clay, General Karting und Mr. Murphy während eines Vortrags. Vom 9. bis 31. Juli desselben Jahres arbeitete er in St. Hülfe (heute Diepholz), wo er Porträts und Landschaften malte.
Friedrich Hilken, Konservator der Kunsthalle Bremen, vermittelte Lehmkuhl 1948 einige Aufträge für Restaurierungen, u. a. Bilder des Ratsherren von Aschen (Tilemann-Schenck, 1645), und des Bürgermeisters Alfred Dominicus Pauli (Konrad von Kardorff) für die Güldenkammer im Bremer Rathaus. Im Winter entstanden weitere Bilder für die Messeräume im Haus des Reichs.
Ab 1949 dokumentierte Lehmkuhl im St. Petri Dom Bremen Ansichten des zerbombten Nordschiffes und fertigte im Zuge dessen auch Bilder im Bleikeller an. Im Dom entdeckte Lehmkuhl zwei Gemälde von Lucas Cranach: ein Luther- und ein Philipp Melanchthon-Bild, die er restaurierte. Die Restaurierungsarbeiten im Bremer Rathaus dauerten bis 1950 an. Insgesamt wurden ca. 25 Gemälde wiederhergestellt, wobei das große Gemälde von „Alt-Bremen“ und das zerstückelte Bild des „Hansehaus in Antwerpen“ am arbeitsintensivsten waren. Beide Bilder hängen bis heute in der Oberen Rathaushalle. Im gleichen Jahr porträtierte Lehmkuhl Pastor Adzomada aus Togo/Westafrika während dessen Aufenthalts in Bremen.

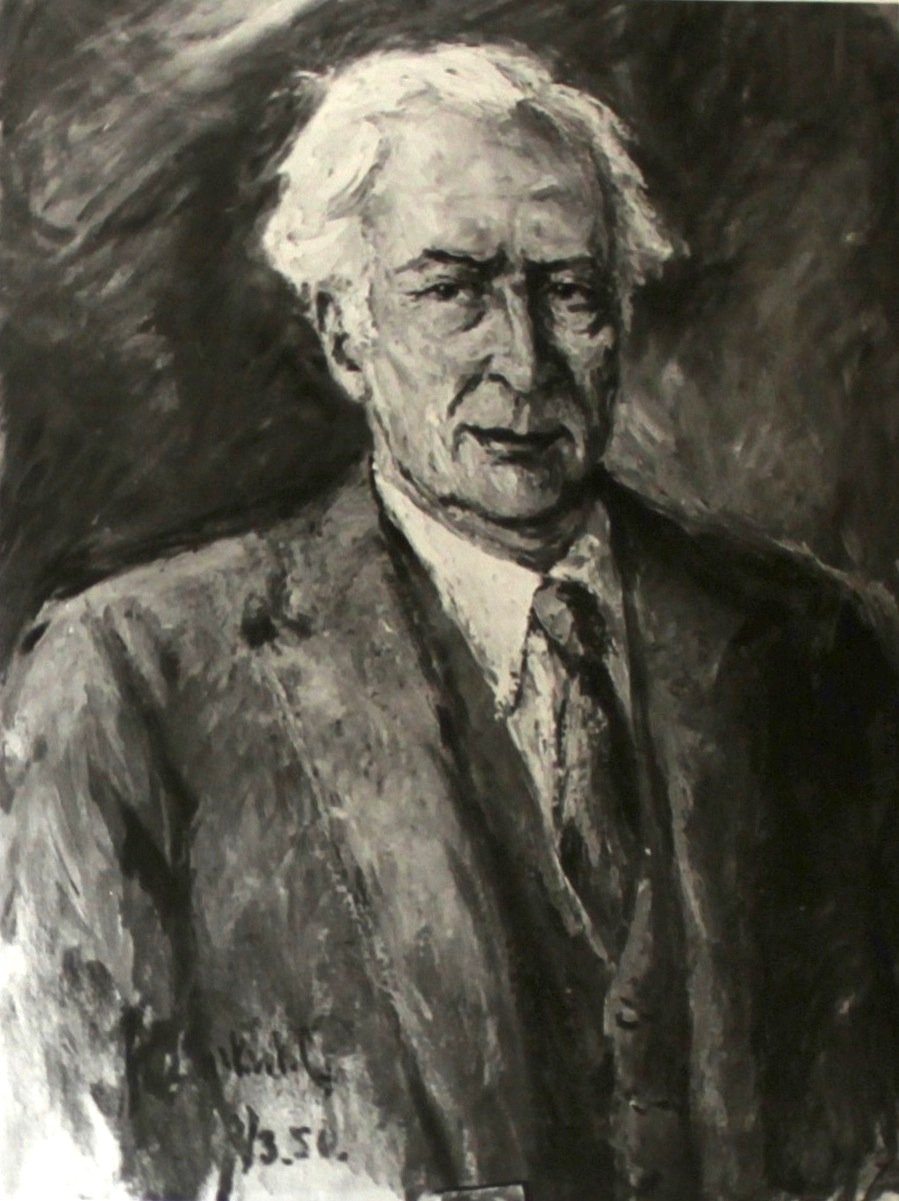
Bundespräsident Theodor Heuss, zu einem Besuch in Bremen, 1950.

Am 9. März 1950 reiste Bundespräsident Theodor Heuss nach Bremen. Lehmkuhl erhielt vom Bürgermeister Wilhelm Kaisen die Einwilligung, bei den Empfängen zu skizzieren und fertigte, nach Briefwechsel mit Heuss über die zugesandten Skizzen, mehrere Porträts an. Im gleichen Jahr porträtierte er im Haus des Reichs Rear Admiral Charles Richardson Jeffs, den Militärgouverneur und Landeskommissar der USA in Bremen. 1951 entstanden mehrere Porträtbilder von bekannten Bremer Persönlichkeiten. Am 21. Oktober fand die Eröffnung von Lehmkuhls Ausstellung im Wilhelmshavener Kunstverein statt.

### 1952 bis 1969
Von Mai bis Juli 1952 folgte die Ausstellung Bildniskunst in Bremen in der Bremer Kunsthalle. 1953 wurden die Restaurierungsarbeiten des Bildes Hansehaus in Antwerpen fortgeführt. Im August wurde das Gemälde wieder vollständig zusammengesetzt und im Bremer Rathaus aufgehängt. 1954 entstand ein Porträt des Schauspielers Werner Krauß, welches im Theater am Goetheplatz ausgestellt wurde.
1955 malte Lehmkuhl ein Porträtbild des Äthiopischen Kaisers Haile Selassie und schickte es als Geschenk nach Addis Abeba. Im gleichen Jahr begannen die Arbeiten zu den Bildern „Bremen 1937“ – vor der Zerstörung im Zweiten Weltkrieg.
Hans Lehmkuhl arbeitete weiter bis zu seinem Tode in Bremen.

## Quelle
- Aufzeichnungen und Tagebücher aus dem Nachlass
- Herbert Schwarzwälder: Das große Bremen-Lexikon. Edition Temmen, Bremen 2003, ISBN 3-86108-693-X.